# Akosua Busia
Akosua Gyamama Busia (sinh ngày 30 tháng 12 năm 1966)  là một nữ diễn viên, đạo diễn phim, tác giả và nhạc sĩ người Ghana sống ở EU. Busia được biết đến nhiều nhất với vai diễn Nettie Harris trong bộ phim năm 1985 The Color Purple cùng với Whoopi Goldberg.

## Gia đình và những năm đầu đời
Akosua Busia là con gái của Kofi Abrefa Busia, từng là thủ tướng của Cộng hòa Ghana (từ 1969 đến 1972)  và là hoàng tử của hoàng tộc Wenchi, một nhóm nhỏ của Ashanti. Akosua là một công chúa của hoàng tộc Wenchi. Chị gái của bà, Abena Busia, là một nhà thơ và học giả, từng là giáo sư tiếng Anh tại Đại học Rutgers, và kể từ năm 2017, ông đã trở thành đại sứ Ghana tại Brazil.
Akosua Busia lớn lên ở Ghana và bắt đầu sự nghiệp diễn xuất của mình năm 16 tuổi, theo học trường diễn thuyết và kịch nói trung ương London thông qua một học bổng. Vai diễn đầu tiên của bà là Juliet trong một dàn diễn viên khác biểu diễn tác phẩm của Shakespeare - Romeo và Juliet ở Đại học Oxford, nơi anh chị em mình đang học.

## Sự nghiệp
Các vai diễn trong phim của Busia bao gồm một vai diễn đáng chú ý là Bessie trong bộ phim chuyển thể năm 1986 của tiểu thuyết Bản địa của Richard Wright (với Geraldine Page và Matt Dillon), trong vai Nettie (đối diện với Danny Glover và Whoopi Goldberg) trong bộ phim The Color Purple của Steven Spielberg năm 1985, được chuyển thể từ tiểu thuyết cùng tên của Alice Walker, Ruth trong Badge of the Assassin (1985), Jewel trong Rosewood (1997) của John Singleton, và Patience trong Nước mắt mặt trời (2003) của Antoine Fuqua. Cô cũng đã xuất hiện trên truyền hình trong sê-ri ER.
Busia là tác giả của The Seasons of Beento Blackbird: A Novel (Washington Square Press, 1997, ISBN 9780671014094. Bà là một trong ba đồng tác giả cho kịch bản chuyển thể từ tiểu thuyết 1987 của Toni Morrison, Belond cho phiên bản phim năm 1998 cùng tên của đạo diễn Jonathan Demme. Năm 2008 Busia đã đạo diễn một bộ phim về cha bà: The Prof. A Man Remembered. Life, Vision & Legacy of K.A. Busia. Busia cũng đồng sáng tác bài hát "Moon Blue" với Stevie Wonder cho album A Time 2 Love, phát hành năm 2005
Sau một thời gian gián đoạn 18 năm để nuôi dạy con gái, năm 2016 Busia trở lại diễn xuất trong vở kịch ngoài sân khấu và sân khấu của vở kịch Danai Gurira của Eclaied, cùng với Lupita Nyong'o. Với màn trình diễn ngoài sân khấu, bà đã nhận được giải thưởng Obie cho màn trình diễn xuất sắc là Rita.

## Cuộc sống cá nhân
Vào ngày 12 tháng 10 năm 1996, Akosua Busia kết hôn với đạo diễn phim người Mỹ John Singleton, cả hai có một cô con gái - Hadar Busia-Singleton (sinh ngày 3 tháng 4 năm 1997); Hai người ly dị vào ngày 15 tháng 6 năm 1997. Con gái họ đi học ở Ghana, trước khi trở về Mỹ.
Bà đồng sáng lập Busia Foundation International với chị gái Abena Busia, với mục đích "cung cấp hỗ trợ cho những người thiệt thòi".

## Đóng phim
| Năm  | Phim                  | Vai diễn                   | Ghi chú                          |
| ---- | --------------------- | -------------------------- | -------------------------------- |
| 1979 | Ashanti               | Cô gái Senoufo             |                                  |
| 1983 | Khủng bố cuối cùng    | Vanessa                    |                                  |
| 1984 | Louisiana             | Ivy                        | Phim truyền hình                 |
| 1985 | Huy hiệu sát thủ      | Ruth                       | Phim truyền hình                 |
| 1985 | Màu tím               | Nettie Harris              |                                  |
| 1986 | Ngã tư đường          | Người phụ nữ ở nhà nội trú |                                  |
| 1986 | Thổi thấp             | Karma                      |                                  |
| 1986 | Con trai bản xứ       | Bessie                     |                                  |
| 1988 | Đàn kèn               | Con rối                    |                                  |
| 1988 | Dấu hiệu thứ bảy      | Penny Washburn             |                                  |
| 1991 | Thành phố mới         | Chánh án                   | Không được công nhận             |
| 1997 | Gỗ hồng sắc           | Jewel                      |                                  |
| 1997 | Thành phố điên        | Diane                      |                                  |
| 1997 | Đạt được lợi nhuận    | Fey                        |                                  |
| 2003 | Nước mắt của mặt trời | Patience                   |                                  |
| 2007 | Lể thăng thiên        | Cherry                     | (vai diễn cuối cùng của bộ phim) |

## liên kết ngoài
- Akosua Busia trên IMDb
- "Ama K. phỏng vấn Akosua Busia", video trên YouTube.